# HNK Graničar Ljubunčić
HNK Graničar je bivši bosanskohercegovački nogometni klub iz Ljubunčića kod Livna.

## Povijest
Već 1994. godine klub se uključio u ligaški sustav Herceg Bosne. Igrali su Drugu ligu Herceg Bosne. Najveći uspjeh je igranje u Drugoj ligi FBiH – Centar 2 u sezoni 2003./04. Iste godine ispali su u Međužupanijsku ligu HBŽ i ZHŽ.